# Alzonne
Alzonne är en kommun i departementet Aude i regionen Occitanien  i södra Frankrike. Kommunen ligger  i kantonen Alzonne som ligger i arrondissementet Carcassonne. År 2022 hade Alzonne 1 590 invånare.

## Befolkningsutveckling
Antalet invånare i kommunen Alzonne
Referens: INSEE